# Sesieutes
Sesieutes là một chi nhện trong họ Liocranidae.